# Morolo
Morolo kisváros Olaszország Lazio tartományában, Rómától mintegy 70 kilométerre délkeletre, Frosinone megyében, a megyeszékhely Frosinone várostól 16 kilométernyire, az A1-es (E45-ös) autópálya közelében. Morolo közelében halad el a scalói vasútvonal is.
Egy hegyoldalban fekszik, központi részei mintegy 400 méteres magasságban (területe ugyanakkor 142 méteres magasságból 1423 méterre nyúlik fel). Főtere a Piazza E. Biondi, itt található a polgármesteri hivatal is.
2004. december 31-én 3145 lakosa volt, 26,5 km² területen. Lakóinak olasz neve morolani („morolánok”, „morolóiak”). A város védőszentje Mihály arkangyal.

## Története
Titus Livius és Dionüsziosz Halikarnasszeusz utalásai alapján egyes helytörténészek szerint Morolo eredete Ecetra ókori városig vezethető vissza. A volscus népnek ez a városa abban a völgyben helyezkedhetett el, ahol a jelenlegi Morolo: fontos kereskedelmi és stratégiai központ lehetett, a Sacco-, Liri- és Fibreno-völgyek fegyvereseinek a találkozó pontja, akik a Latin Liga ellen szövetkeztek. Morolo című művében Antonio Biondi ezt cáfolta, és egyetértett vele Cesare Bianchi is, aki a szomszédos Supino faluval kapcsolatban írt Ecetráról.

## Sport

### Futball
Futballklubja az 1966-ban alapított Associazione Sportiva Morolo Calcio (A.S. Morolo). Színei a fehér és a vörös. Az olasz Serie D-ben szerepel, elnöke Angelo Costantini (2005/2006). Pályája, a Stadio Arnaldo Marocco 1000 néző befogadására alkalmas.

## Nevezetes morolóiak
- Ernesto Biondi szobrász (1854-1917)

### Futás
- A Morolói Amatőr Futó Egyesület honlapja Archiválva 2009. február 26-i dátummal a Wayback Machine-ben (olaszul)

## Testvértelepülése
- Hosszúhetény, Magyarország